# Isidora Olave
Isidora Victoria Olave Araneda (Chile; 23 de abril de 2002) es una futbolista chilena. Juega de delantera y su equipo actual es el Atlético de San Luis de la Liga MX. Es internacional absoluta por la selección de Chile desde 2023.

## Trayectoria
Olave entró a las inferiores de Colo-Colo a los 11 años de edad y fue promovida al primer equipo en 2019.
En 2021 fue operada de la cadera, cirugía que la dejó fuera gran parte de la temporada.
Formó parte del plantel que ganó el título de 2022, y en enero de 2023 renovó su contrato con el club.

## Selección nacional
Olave formó parte de la selección sub-20 de Chile desde los 15 años, y disputó los Campeonato Sudamericano Femenino de Fútbol Sub-20 de 2018 y 2022.
Fue citada al Torneo de Repesca para la Copa Mundial Femenina de Fútbol de 2023. Debutó el 17 de febrero ante Argentina por un amistoso previo.

## Clubes
| Club                 | País   | Año       |
| -------------------- | ------ | --------- |
| Colo-Colo            | Chile  | 2019-2024 |
| Atlético de San Luis | México | 2024-2025 |

## Palmarés

### Títulos nacionales
| Título                    | Club      | País  | Año  |
| ------------------------- | --------- | ----- | ---- |
| Primera División de Chile | Colo-Colo | Chile | 2022 |
| Primera División de Chile | Colo-Colo | Chile | 2023 |